# Champion Baseball
A Champion Baseball baseball-videójáték, melyet az Alpha Denshi fejlesztett és a Sega jelentetett meg. A játék 1983-ban jelent meg a játéktermekben és az SG–1000 otthoni videójáték-konzolon. A játék a megjelenésekor kifejezetten szofisztikáltnak számított a műfaján belül; a játékmezőt több kameraállásból – köztük egy a dobó- és az ütőjátékos párharcára ráközelítő szögből – is mutatja, illetve a játékosok felváltódobókat és csereütőket is beválthatnak, valamint három pályabíró is látható. A játék játéktermi változata rendkívül népszerű volt Japánban, ahol a Sega elmondása szerint az a Space Invadershez hasonló sikert élvezett.

## Játékmenet
A játékos egy baseballcsapatot irányít egy a mesterséges intelligencia által vezérelt csapattal szemben. A játékos mindig a játékrészek tetején üt, a kétjátékos módban a játékosok egymást követően játszanak egy-egy játékrészt a gép ellen. A játék a hagyományos baseballszabályokat követi, és a játékos különböző mozdulatokra, így a dobódobások elütésére, a bázisokra jutásra, strike dobására, a gép által vezérelt játékosok kiejtésére és a gép játékrészeinek befejezésére pontot kap.
A baseballjáték megkezdése előtt a játékosnak választania kell egy listából, hogy mely amerikai várost vagy államot akarja képviselni. A lehetőségek között szerepel Los Angeles, Cincinnati, Atlanta, Pittsburg (valószínűleg Pittsburgh elírása), Chicago, Montreal, St. Louis, Boston, Milwaukee, New York City, California és Texas (1983-ban mindegyiknek volt Major League Baseball-csapata). Ez után a gép véletlenszerűen választ a fennmaradt városok közül.
Ha a gép csapata bármelyik játékrészben több futást üt be mint a játékos, akkor a játéknak azonnal végeszakad. A pontszámlista legfeljebb hat játékos monogramját képes tárolni.

## Fogadtatás
A Game Machine magazin 1983. június 1-i lapszáma szerint a Champion Baseball a hónap legsikeresebb asztali típusú játéktermi egysége volt. A játék 1983 augusztusáig a Game Machine-asztalijátéktermiegység-listájának élén maradt, amíg az Elevator Action 1983 szeptemberében le nem taszította onnan. A Champion Baseball 1983 decemberéig volt fenn a lista első tíz helyének valamelyikén.

## Utódok
A Champion Baseball II még 1983-ban megjelent, és grafikailag megegyezik az elődjével, azonban a többjátékos módban a két játékos már közvetlenül egymás ellen játszik. A Game Machine az 1983. október 1-i lapszámában a hónap legsikeresebb új asztali típusú játéktermi egységének nevezte a játékot. 1989-ben Super Champion Baseball címmel egy másik folytatás is megjelent.

## Fordítás
- Ez a szócikk részben vagy egészben  a   Champion Baseball című angol Wikipédia-szócikk ezen változatának fordításán alapul.  Az eredeti cikk szerkesztőit annak laptörténete sorolja fel. Ez a jelzés csupán a megfogalmazás eredetét és a szerzői jogokat jelzi, nem szolgál a cikkben szereplő információk forrásmegjelöléseként.